# Ковальков, Семён Андрианович
Семён Андрианович Ковальков (род. 20 декабря 1952 года) — советский игрок в хоккей с мячом.

## Карьера
Воспитанник рижской школы хоккея с мячом. В 1967 году начал играть за «Портовик». Будучи призванным на действительную военную службу, выступал за свердловский СКА. За СКА отыграл девять сезонов с 1972 по 1978 и с 1980 по 1981 годы. Сезон 1978/1979 провёл в «Старте». В высшей лиге за СКА (Свердловск) провел 208 матчей, забил 33 гола.
Также играл за рижские команды «Балтика» и «Бумажник».

## Достижения
Обладатель Кубка европейских чемпионов 1975 года.
Чемпион СССР 1974 года.
Бронзовый призёр чемпионата СССР 1975 года.
Трижды входил в список лучших игроков сезона (1975, 1976 и 1978).

## Статистика выступлений в чемпионатах СССР
| Сезон     | Клуб             | И   | М  |
| --------- | ---------------- | --- | -- |
| 1971/1972 | СКА (Свердловск) | 13  | 0  |
| 1972/1973 | СКА (Свердловск) | 22  | 0  |
| 1973/1974 | СКА (Свердловск) | 21  | 3  |
| 1974/1975 | СКА (Свердловск) | 25  | 8  |
| 1975/1976 | СКА (Свердловск) | 25  | 3  |
| 1976/1977 | СКА (Свердловск) | 26  | 6  |
| 1977/1978 | СКА (Свердловск) | 26  | 8  |
| 1978/1979 | Старт (Горький)  | 25  | 1  |
| 1979/1980 | СКА (Свердловск) | 25  | 2  |
| 1980/1981 | СКА (Свердловск) | 25  | 3  |
| Всего     | 10 сезонов       | 233 | 34 |